# Џенифер Симонс
Џенифер „Џени“ Симонс, удата Герлингс (рођена 5. септембра 1953. у Парамарибу  ) је суринамска политичарка. Дана 30. јуна 2010. изабрана је за председницу Народне скупштине Суринама са 26 од 50 гласова. Симонс је друга жена председавајућа суринамског парламента. Поново је изабрана 30. јуна 2015.  Своју пензију је објавила 20. јуна 2020. Парламент је изабрао за председницу Суринама 2025 године.

## Биографија
Џенифер је први пут изабран за посланицу у Народној скупштини 1996. године, представљајући округ Парамарибо . Била је једна од потпредседника Народне демократске партије, коју је основао бивши лидер Деси Баутерсе. Била је лидер посланичке фракције од 2000. до 2006. године.
Џенифер је у априлу 2012. била оптужена од стране опозиције у парламенту за диктаторско понашање због њене одлуке да током дебате о закону против ухођења забрани посланицима да се позивају на закон о амнестији из априла 2012. године. 
Народна скупштина је 8. априла 2020. године усвојила Закон о ванредном стању КОВИД-19 ( Ванредно стање ) у циљу борбе против пандемије коронавируса .  Законом је предвиђено да ће ванредно стање важити три месеца, осим ако Народна скупштина једнократно не продужи трајање за још три месеца.  Џенифер је именована да води парламентарни тим за управљање кризом КОВИД-19. 
Дана 20. јуна 2020, Џенифер је објавила да се повлачи из политике. Била је изабрана на општим изборима у Суринама 2020. године, али је одлучила да не заузме своје место. Стивен Цанг који је био на 6. месту на листи НДП-а, је добио право да буде посланика у Народној скупштини . 

## Приватни живот

### Породица
Дана 29. јуна 1981. Џенифер се удала за Глена Герлингса. Имају троје деце: Едварда, Џонатана и Наоми. Џенифер је дерматолог .